# Société iranienne
Les Iraniens ont un sens très fort de la structure en classe de la société. Dans le passé, ils considéraient que leur société était divisée en classes distinctes, appelées tabagheh (littéralement « étage »), qui correspondaient à trois tiers : le premier représentant les classes nobles, le second les classes moyennes et le troisième les basses classes. Depuis la révolution iranienne, la société est maintenant divisée entre les riches (qui sont généralement mal vus), les classes moyennes et les mostazafin (littéralement « défavorisés »). En réalité, la société iranienne a toujours été plus complexe qu'une division en trois classes, parce que ces grandes classes sont elles-mêmes divisées en plusieurs groupes, divisions qui existent à la fois dans les zones urbaines et les zones rurales.

## Les classes sociales

### Conception iranienne de l'élite

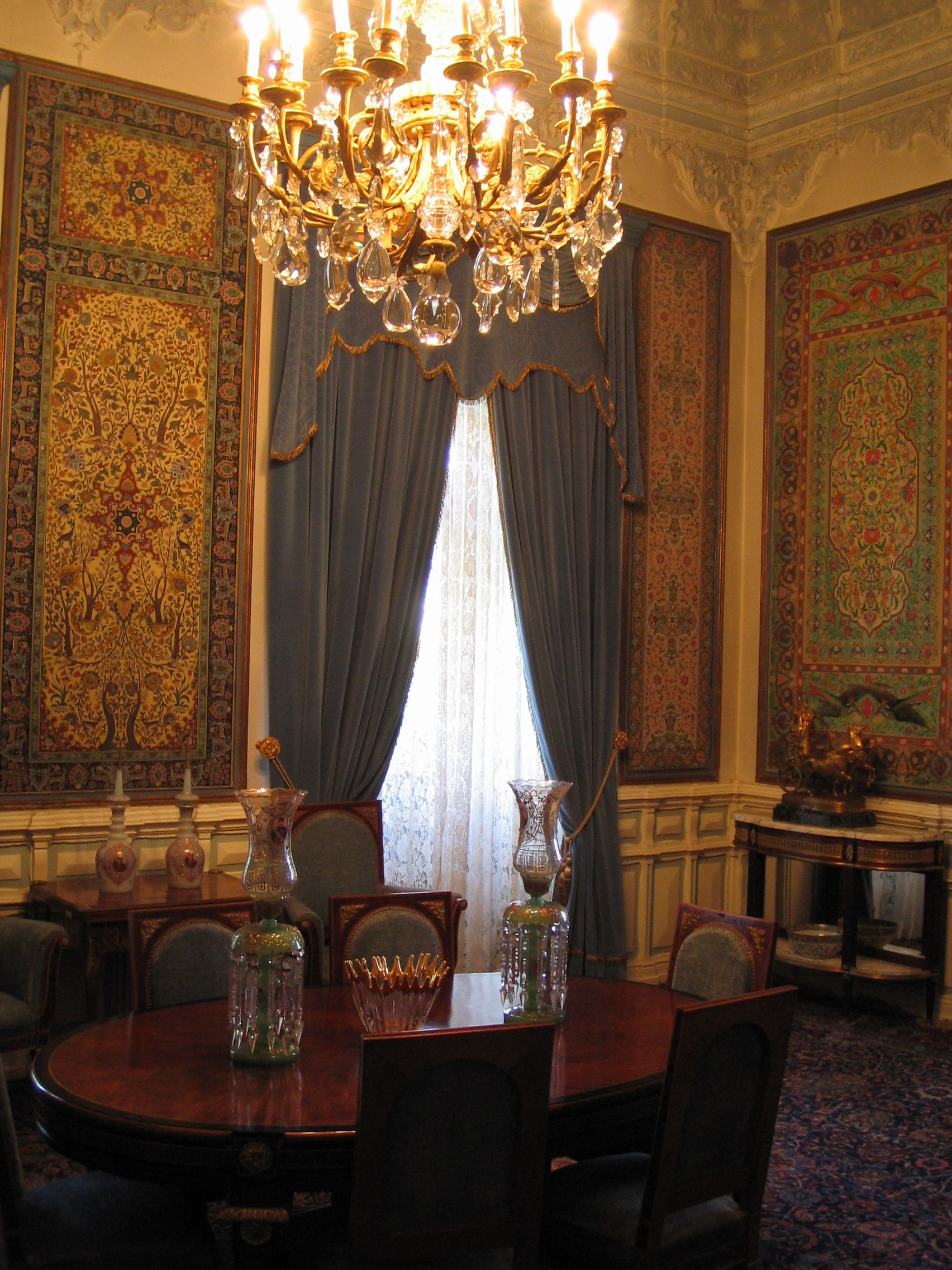
Un petit salon du palais de Sa'dābād, Téhéran.

Avant la révolution de 1979, les relations politiques étaient considérées comme l'instrument permettant de mesurer le statut social. En d'autres termes, l'accès que quelqu'un avait aux plus hauts niveaux décisionnels déterminait son niveau de prestige. La richesse était importante, mais son acquisition et sa conservation était étroitement liée avec les relations au pouvoir politique. Par exemple, des membres du corps législatif ou de nombreux membres de l'élite politique nommés par le Shah faisaient aussi partie des conseils d'administration d'entreprises industrielles et commerciales et étaient également de grands propriétaires terriens.
Les autres classes sociales essayaient d'imiter l'élite politique en cherchant des relations avec ceux qui détenaient le pouvoir politique, que ce soit au niveau provincial, dans les villes ou dans les villages. Au cours des années 1970, quasiment toutes les couches de la population qui aspiraient à monter dans l'échelle sociale considéraient l'éducation comme un moyen important d'ascension sociale. En effet, l'éducation pouvait permettre de trouver des emplois haut-placés, qui permettraient à leur tour de trouver des relations avec ceux qui possèdent le pouvoir politique. Cependant, la volonté de l'élite de partager son pouvoir en permettant l'éducation des gens n'était pas aussi élevée que celle des classes moyennes à accéder à l'élite, ce qui fut aussi une source de mécontentement qui a mené à la révolution; ceux qui ne faisaient pas partie de l'élite étaient mécontent de voir leurs opportunités bloquées par l'élite qui souhaitait conserver son pouvoir.
Après la révolution, à cause du manque d'études sur le terrain, il est difficile de dire si les conditions d'ascension sociale ont changé. Il est cependant probable que l'accès au pouvoir politique continue à être une part importante du statut social; de même que l'éducation, qui reste aussi un moyen de déterminer le statut d'un individu dans la société.

### La classe supérieure
La classe supérieure d'après la révolution est constituée des mêmes éléments que l'élite du temps du Shah, c’est-à-dire: les grands propriétaires, les industriels, les financiers et les marchands en gros. Ils sont restés membres de l'élite parce qu'ils sont restés en Iran et ont aussi conservé une large partie de leur richesse. Cependant, certains n'ont plus eu aucune influence politique, et par la suite, cette absence de soutien politique pourra les empêcher de devenir plus riches.
La classe supérieure avec la plus grande influence politique après la révolution est un nouveau groupe: les hautes sphères du clergé. La richesse n'est alors plus un attribut de l'autorité, comme le montre l'exemple de Khomeini. La piété et l'expertise religieuse sont en revanche devenus les éléments majeurs de distinction de l'élite politique. En conséquence, la nouvelle élite politique est juste jugée sur sa dévotion à l'Islam chiite, et celle-ci n'a aucun lien avec l'élite politique ancienne.

### Les classes moyennes

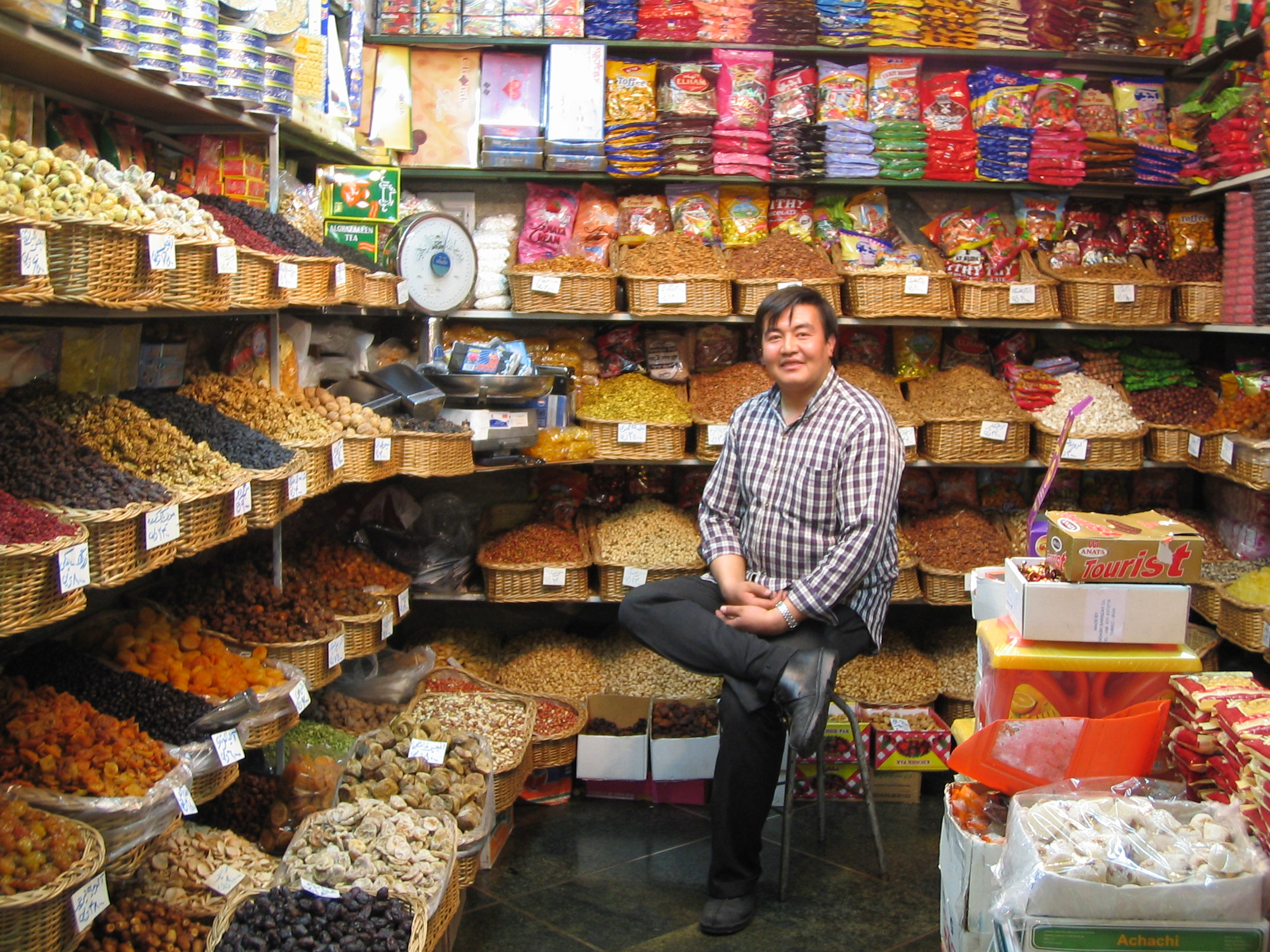
Un vendeur de fruits secs du Bazar de Tajrish, Téhéran.

Après la révolution iranienne, la composition de la classe moyenne est la même que ce qu'elle était au temps de la monarchie. On peut identifier plusieurs groupes: les entrepreneurs, les marchands du Bazar (appelés bazaris), les professions libérales, les gestionnaires d'entreprises privées ou nationalisées, les grades les plus hauts de l'administration nationale, les professeurs, les propriétaires terriens de moyenne envergure, les officiers de l'armée et les rangs les plus bas du clergé chiite. Certains de ces groupes ont eu un accès plus grand au pouvoir politique parce que la nouvelle élite politique d'après la révolution a d'abord recruté parmi les classes moyennes.
La classe moyenne est divisée depuis le début du XXe siècle entre ceux qui ont une éducation à l'occidentale, avec une vision laïque de la société et ceux qui se méfient de cette éducation à l'occidentale, et privilégient la religion à la fois dans la vie publique et privée. En général, les individus les plus laïcs sont trouvés dans l'administration, les universités et les professions libérales, alors que les plus religieux sont concentrés entre les bazaris et, bien entendu, les membres du clergé. Parmi les entrepreneurs et les instituteurs, le point de vue laïc ou religieux se partage à peu près également en deux factions. Depuis la révolution, ces deux points de vue sont en opposition. Le point de vue religieux domine la politique et la société depuis, mais il semble que la classe moyenne laïque a ressenti les lois et règles islamiques comme une intrusion dans leurs vies privées et leurs libertés individuelles.
La classe moyenne est aussi divisée par d'autres sujets. Avant la révolution, l'éducation étrangère avait une valeur très élevée. La nouvelle élite politique a toujours considéré avec suspicion l'éducation étrangère; dans certains cas, certains membres de la classe moyenne qui avaient fait leurs études à l'étranger ont même été obligé de suivre des cours spéciaux d'« endoctrinement islamique » afin de garder leurs emplois. Dans certains cas, le refus de se conformer aux codes vestimentaires et comportementaux ont fait perdre leur emploi à certains. La conséquence de ces tensions a été l'émigration de milliers d'iraniens qui avaient fait leurs études à l'étranger depuis 1979.

### La classe ouvrière
La classe ouvrière est en formation depuis le début du XXe siècle, sous l'impulsion des programmes d'industrialisation lancés par les Pahlavi. Dans les années 1979 environ, une nouvelle identité ouvrière, les kargar (« ouvrier ») s'était établie, mais ils ne constituaient pas un groupe unifié. La classe ouvrière se divisait alors en deux groupes: ceux de l'industrie pétrolière, du bâtiment, des transports et de la transformation des produits industriels d'un côté, et les mécaniciens et les artisans des ateliers situés dans les bazars de l'autre. Le groupe le plus important était les ouvriers en usine, dont le nombre s'élevait à 2,5 millions en 1978 (le double de ce qu'il était en 1965), ce qui représentait alors 25 % de la population active d'Iran.
Les ouvriers au sein d'un métier, plutôt que de partager une identité unique, sont en fait divisés en fonction de leurs compétences. Par exemple, les charpentiers, électriciens et maçons qualifiés gagnent beaucoup plus que les mêmes ouvriers sans qualifications. Les mêmes différences de statut existent dans tous les domaines. La concentration la plus élevée d'ouvriers non qualifiés est dans le secteur du bâtiment (qui emploie un nombre important de réfugiés afghans depuis les guerres les ayant poussé à fuir leur pays). En plus de salaires peu élevés, ces ouvriers du bâtiment n'ont aucune sécurité d'emploi.
Les syndicats n'ont jamais eu un grand rôle dans la vie des ouvriers. À la fois sous la monarchie et sous la république islamique, l'activité des syndicats est étroitement contrôlée; les dirigeants successifs ont en effet toujours considéré la grève comme des manifestations non patriotiques et ont toujours œuvré afin de supprimer les grèves et de briser les efforts indépendants visant à organiser les ouvriers. Bien que les grèves aient eu une grande importance dans la chute de la monarchie, après l'établissement de la république, le nouveau gouvernement a partagé les vues du régime précédent concernant les activités indépendantes de la classe ouvrière. Le gouvernement a donc considéré les grèves comme anti-islamiques et les a réprimé avec force. De plus, l'absence d'une classe ouvrière unie a contribué au succès relatif des gouvernements qui cherchaient à la contrôler.

### Les basses classes
Les membres des basses classes urbaines peuvent être définis par leur fort taux d'analphabétisme, le fait qu'ils travaillent manuellement et leur existence généralement à la marge de la société. Les basses classes peuvent être distinguées en deux groupes: ceux qui ont un emploi régulier et ceux qui n'en ont pas.

Les emplois réguliers sont ceux de: domestiques, personnel de bains publics, porteurs, balayeurs, vendeurs de rue, jardiniers, hommes et femmes de ménage, employés des lingeries et des boulangeries. Des milliers de personnes ne travaillent qu'occasionnellement ou de manière saisonnière à ces mêmes emplois. Ceux qui n'ont pas d'emplois réguliers peuvent survivre grâce à la mendicité ou à la charité des autres classes (la mosquée est un instrument important du système, qui organise des distributions de nourriture avec les dons des plus favorisés). Parmi les marginaux, il y a toujours eu un recours aux activités illégales pour augmenter les revenus; comme la prostitution, le jeu, la contrebande et la vente de drogue (opium principalement).
Au moment de la révolution, on estime qu'environ un tiers de la population de Téhéran et un quart de la population des autres grandes villes était composée d'individus vivant aux marges de la société. La pauvreté, la malnutrition, le manque d'accès aux soins et à l'éducation caractérise les quartiers pauvres urbains. En 1987, il n'y avait toujours eu aucune mesures prises par le gouvernement pour remédier à ces problèmes. Depuis la présidence de Mohammad Khatami, les gens ont un accès à l'éducation et à la propriété qui est facilité, même si ces problèmes demeurent.

## Société urbaine

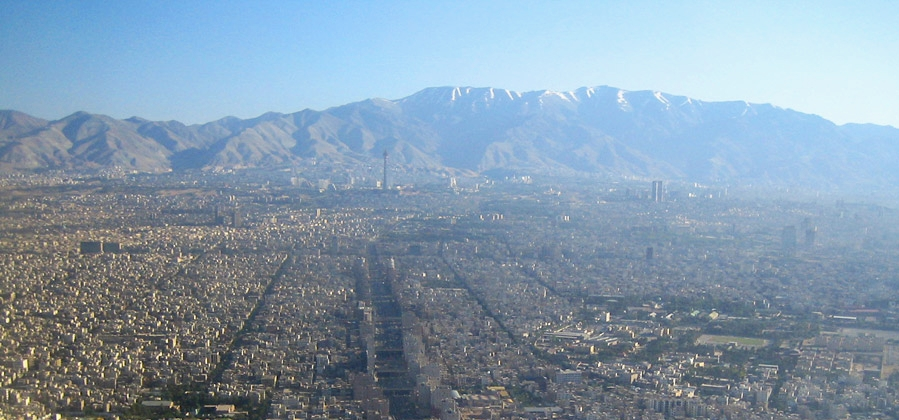
Une vue aérienne de Téhéran.

Historiquement, les villes en Iran ont toujours été des centres administratifs, commerciaux et de production. L'élite politique traditionnelle en était les familles dont la richesse provenait de la terre et/ou du commerce et parmi lesquelles étaient recrutés les représentants officiels du gouvernement. Dans les villes les plus grandes, les familles pouvaient faire remonter leur influence et leur pouvoir sur plusieurs générations. Les familles influentes se trouvaient aussi parmi le clergé. La classe moyenne était composée des artisans, des ouvriers et des fournisseurs de services à la personne (coiffeurs, tailleurs, cordonniers...) La plupart d'entre eux étaient organisés en corporations ou associations de commerce et travaillaient dans les bazars couverts de la ville.
Les politiques de modernisation des Pahlavi ont à la fois préservé et transformé tous ces aspects de la société urbaine. Ce processus a aussi amené une croissance rapide de la population urbaine. L'extension de l'autorité du gouvernement central à travers le pays a aussi permis le développement de l'appareil administratif dans tous les grands centres provinciaux. Dans les années 1970, ces grands centres urbains étaient devenus le siège de nombreux bureaux du gouvernement, que ce soit dans le domaine de l'éducation, de la justice, des télécommunications ou des finances.
Le développement d'usines modernes a aussi déplacé de nombreux ateliers d'artisans. Des parties des vieux bazars ont été détruites afin de créer de larges rues. Les marchands étaient encouragés à louer des magasins de vente au détail le long de ces nouvelles rues plutôt que dans les bazars. L'élite politique considérait en effet les bazars comme un symbole de retard et avait mis au point des plans pour remplacer certains d'entre eux par des centres commerciaux modernes. Néanmoins, le rôle commercial, social, et politique du bazar subsiste aujourd'hui.

### L'élite politique urbaine

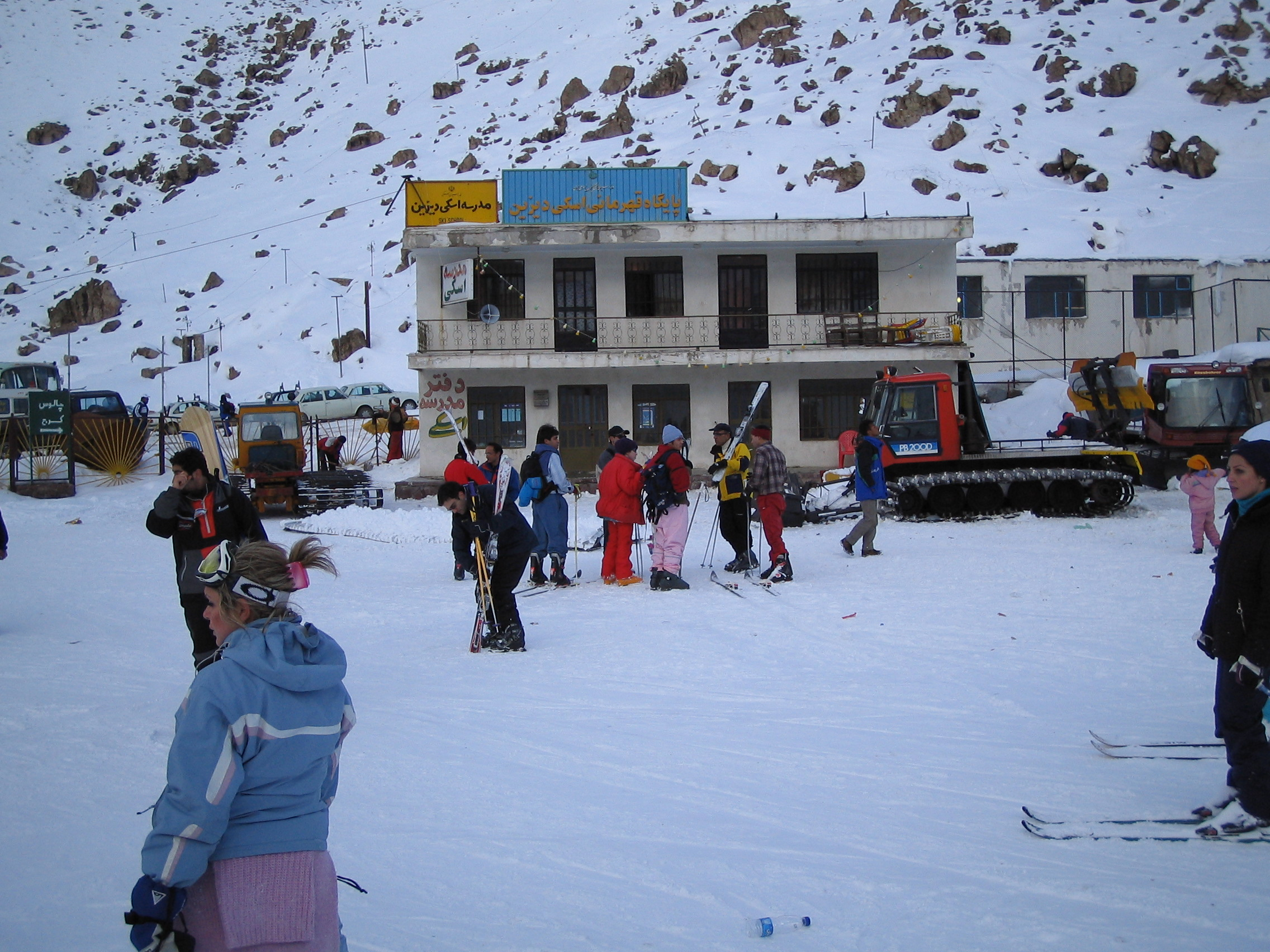
Les jeunes urbains riches iraniens trouvent aujourd'hui dans les stations de ski comme Dizin des espaces de liberté.

Avant la révolution, l'élite politique urbaine se composait du Shah, de sa famille et de sa cour à Téhéran, et de ses représentants dans les villes de province. Ces représentants incluaient les gouverneurs de province et les maires (qui étaient tous nommés par Téhéran), puis des membres de l'administration royale de haut rang, des industriels, financiers et marchands les plus riches, puis des professions libérales les plus estimées (avocats, médecins, professeurs). Les plus hauts rangs du clergé chiite (ceux qui ont obtenu le statut d'Ayatollah) n'étaient plus considérés comme faisant partie de l'élite nationale au cours des années 1979, bien que ce groupe social ait été très important depuis l'époque des Safavides jusqu'au milieu du XXe siècle.
La révolution de 1979 a balayé cette vieille élite. Bien que la vieille élite politique n'ait pas été supprimée physiquement (malgré le départ en exil volontaire ou involontaire de ses membres), ils ont été mis de côté par la nouvelle élite politique islamique. Nouvelle élite qui est aujourd'hui recrutée d'abord parmi les plus hauts rangs du clergé. Les postes les plus importants dans l'administration, l'armée et le renseignement ont d'abord été données à des politiciens qui soutenaient le nouveau pouvoir du clergé. La majorité de cette nouvelle élite politique a ses racines dans la classe moyenne pré-révolutionnaire, et particulièrement parmi les familles de bazaris.

### Le Bazar

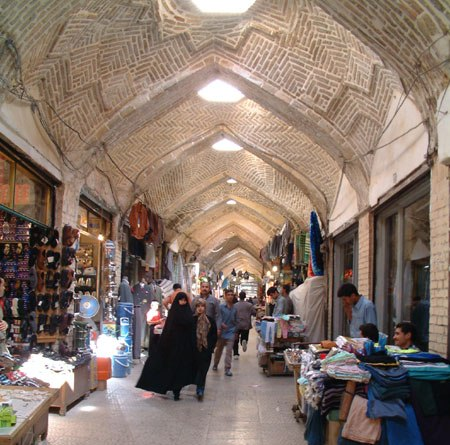
Une des rues du bazar de Zanjan, Iran.

L'opposition a l'élite politique à travers la plupart du XXe siècle a été le bazar, une force économique, politique et sociale d'importance en Iran au moins depuis l'époque Qajare. Les Pahlavi considéraient le bazar comme un frein à la société moderne qu'ils voulaient créer, et ont cherché à mettre en place des politiques visant à éroder son importance. Ils étaient parfaitement conscients que l'alliance des artisans et commerçants bazaris au clergé chiite représentait une menace sérieuse pour le gouvernement royal, tel que cela s'était passé en 1890 puis pendant la révolution constitutionnelle de l'Iran en 1905 - 1907. D'après certains chercheurs, l'émergence d'une telle alliance en 1923 - 1924 aurait persuadé Reza Shah de ne pas établir une république sur le modèle d'Atatürk mais de fonder une nouvelle dynastie, la sienne.
Reza Shah reconnaissait le pouvoir potentiel du bazar, et il était apparemment déterminé à la contrôler. Tandis que ses programmes de laïcisation avaient affecté le clergé de manière contraire à ce qu'il espérait, la plupart de ces réformes économiques ont fait du tort au bazar. En conséquence, le bazar est resté un foyer de l'opposition aux Shahs Pahlavi. Pendant l'année 1978, le bazar a commandé les grèves qui ont paralysé certains secteurs de l'économie iranienne et qui ont fourni un soutien aux actions politiques du clergé chiite. L'alliance tant redoutée du clergé et du bazar était de nouveau en train de jouer un rôle majeur affectant le changement politique en Iran.
La république islamique a été encore plus précautionneuse que les Pahlavi avec le bazar. Plusieurs des premiers programmes économiques mis en place par les gouvernements de la république islamique ont bénéficié au bazar; néanmoins, la complexité de la gestion d'une économie affectée par la guerre Iran-Irak a amené le gouvernement à adopter des politiques auxquelles le bazar s'est opposé. Généralement, les dirigeants d'un gouvernement ont toujours donné la préférence à des degrés variés de régulation et d'interventionnisme de l'état sur les sujets économiques tels que le prix des produits de base et le commerce extérieur, alors que les entrepreneurs, les bazaris et quelques membres importants du clergé se sont opposés à de telles régulations. Ces sujets économiques ont été les raisons ayant créé l'émergence de deux factions au sein de l'élite politique.

### L'exode rural

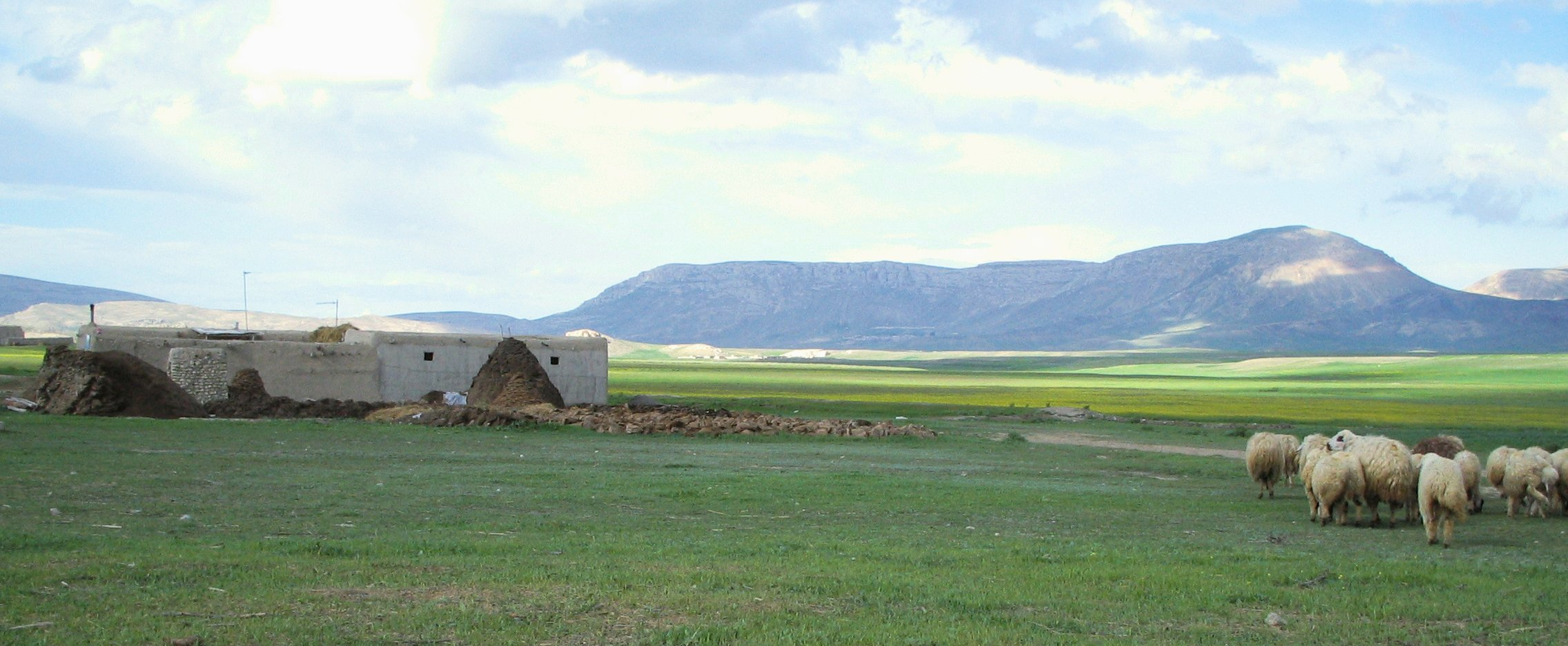
Un hameau d'éleveurs entre Maku et Chaldoran dans l'Azerbaïdjan iranien.

Une des caractéristiques des classes ouvrières est ses origines paysannes. La croissance rapide de la classe ouvrière dans les années 1960 et 1970 est due à l'exode rural. Une migration a aussi eu lieu depuis les zones économiquement défavorisées, comme le Baloutchistan et le Kurdistan iranien vers des régions plus importantes économiquement. En conséquence, les services urbains ont été inaptes à absorber cette croissance de population et des zones d'habitat très précaires se sont créés. En 1987, le sud de Téhéran était toujours la plus grande de ces zones du pays. Ce sont ces zones qui concentrent les populations de travailleurs non qualifiés et de marginaux.
Immédiatement après la révolution, le gouvernement a annoncé son intention d'améliorer les conditions de vie et de travail dans les zones rurales afin d'endiguer cet exode rural. Bien que le la baisse de la croissance depuis la révolution ait contribué à réduire le taux de croissance des villes, il n'existe aucune preuve que l'exode rural n'a pas cessé. Le recensement de 1986 a indiqué que des villes comme Mashhad et Shiraz ont même connu des taux de croissance plus forts qu'avant la Révolution.

## Société Rurale

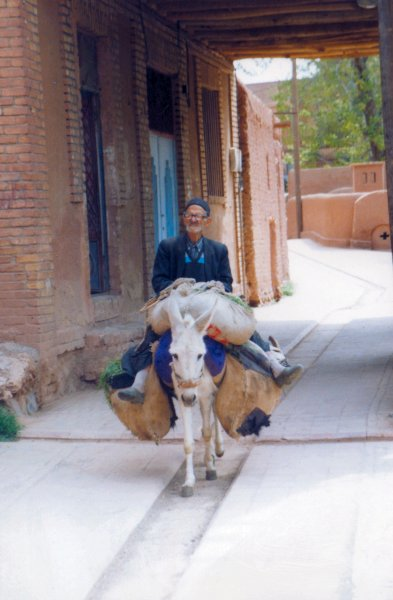
Un habitant d'Abyaneh.

Au moment de la révolution, il existait environ 68 000 villages en Iran, dont la taille variait entre un hameau de quelques familles jusqu'à une taille de 5 000 personnes. L'organisation sociale de ces villages est nettement moins stratifiée que dans les zones urbaines, mais une hiérarchie et des modes d'interaction des relations sociales et politiques peuvent néanmoins être dégagés.
Au sommet de la pyramide sociale se trouvent les grands propriétaires terriens. La classe moyenne est constituée des paysans possédant leur propre ferme, de taille moyenne à petite. Dans les plus grands villages, la classe moyenne inclut aussi les marchands et les artisans locaux. Le niveau le plus bas, qui était majoritaire dans la plupart des villages, consistaient en un groupe de paysans sans terres.
Immédiatement avant la révolution de 1979, la surface arable totale de l'Iran était de 16,6 millions d'hectares, dont la moitié était la propriété d'environ 200 000 propriétaires la plupart du temps absents car ils vivaient dans les zones urbaines. Ces grands propriétaires étaient représentés dans les villages par des agents, qui étaient généralement des propriétaires terriens importants eux-mêmes.
Les terres des grands propriétaires étaient généralement les plus productives du pays et étaient utilisées pour des productions à forte rentabilité, comme le coton, la betterave à sucre, les fruits et les légumes très demandés. Les ouvriers agricoles étaient recrutés parmi les villageois sans terres et ils étaient payés soit en nature (une partie de la récolte), soit en liquide. Dans certains cas, les propriétaires passaient un contrat de fermage avec de petits propriétaires afin d'exploiter leur terre et récupéraient ainsi entre 20 et 70 % de la récolte selon les investissements de chaque partie.
En 1979, environ 7 millions d'hectares appartenaient à 2 millions de familles, avec des terres faisant entre 1 et 50 hectares. Ils avaient acquis ces terres à la suite de la révolution blanche et à son programme de réforme agraire entre 1962 et 1971. Dans un village classique, quelques familles avaient suffisamment de terre (10 hectares ou plus) pour cultiver avec profit. Environ 75 % des propriétaires parmi les paysans, possédaient moins de 7 hectares, ce qui les empêchait de faire autre chose que de l'agriculture de subsistance.
Environ 50 % des villageois ne possédaient pas de terre du tout ; avec une proportion qui pouvait être entre 10 et 75 % selon les villages. Parmi ces villageois sans terres, on peut distinguer trois groupes: les marchands, les artisans et autres fournisseurs de services, et les ouvriers agricoles. Les marchands se trouvent surtout dans les villages les plus grands, et leurs intérêts avaient tendance à coïncider avec les propriétaires paysans, et il était commun de les voir acquérir des terres. Les artisans (maréchaux-ferrants, charpentiers, artisans du cuivre...) ont connu un fort déclin dans les années 1960 et 1970 à cause de la disponibilité de plus en plus grande des produits manufacturés.
Le groupe des ouvriers agricoles, qui ne possédait pas de terres et travaillait pour les propriétaires de manière journalière ou saisonnière, était payé en liquide ou en nature. C'est ce groupe qui a fourni la plupart des migrants dans le cadre de l'important exode rural des années 1970. Dans certaines zones, le taux d'exode rural a été si important que les propriétaires ont dû faire appel à des travailleurs non qualifiés immigrés, principalement des Afghans.
Traditionnellement, dans chaque village, un kadkhoda était responsable de l'administration des affaires et de sa représentation vis-à-vis des autorités gouvernementales et des autres acteurs. Avant la réforme agraire, ces kadkhodas étaient nommés par les grands propriétaires parmi les paysans. Ils servaient aussi parfois d'agent d'un propriétaire dans le village, bien que la tendance était de confier des tâches à deux personnes différentes. Après la réforme agraire, cette position est devenue, en théorie, soumise à élection. Cependant, comme le kadkhoda était le moyen principal à travers lequel le gouvernement traitait ses affaires avec les villages, n'importe quel villageois qui souhaitait devenir kadkhoda devait montrer qu'il avait un accès politique suffisant dans la ville la plus proche afin de protéger les intérêts du village. En fait, cela signifie que les kadkhodas étaient le plus souvent choisis par les officiels du gouvernement. En général, ceux-ci étaient parmi les paysans les plus riches. La réforme agraire et les différents programmes de développement ruraux pendant la révolution blanche ont finalement eu peu d'effets positifs sur la société rurale. Parallèlement au développement des zones urbaines, les zones rurales connaissent un déclin très net. Entre les recensements de 1966 et 1976, alors que la population du pays croit à un taux de 2,7 %, celle de la population rurale n'est que de 0,5 %, ce qui représente pour la plupart des villages une perte de population, comme le montre le fort exode rural mesuré durant cette période. Cet exode rural causera un changement vers des cultures nécessitant moins de main d'œuvre.
Les problèmes des zones rurales et de leur déclin avaient déjà fait surface dans le débat public à la veille de la révolution. Pendant les troubles qui suivirent immédiatement la révolution, les paysans en ont profité pour compléter la réforme agraire commencée au temps du Shah, ce qui signifie qu'ils ont exproprié les propriétaires terriens qu'ils accusaient d'être anti-islamiques. Dans d'autres villages, d'anciens propriétaires terriens ont essayé de récupérer leurs terres en montrant leur soutien à l'Islam et leur opposition au gouvernement Pahlavi.
Le problème des zones rurales a toujours été un problème pour le gouvernement de la république islamique, et ce à cause des interprétations différentes du statut de la propriété privée dans l'Islam et dans différentes solutions pour régler le problème (expropriations, réformes agraires...). À ce jour, le problème n'est toujours pas complètement réglé.
Cependant, le gouvernement a montré un intérêt considérable dans le développement rural. Une nouvelle organisation pour la reconstruction des villages a été créé en 1979: le Jihad-e Sazandegi (Croisade pour la reconstruction). Elle est composée de jeunes gens ayant un niveau baccalauréat qui sont chargés des travaux d'amélioration des villages tels que l'électrification, mise en place de réseau d'eau du robinet, construction de routes, de mosquées, de bain et réparation des canaux d'irrigation (qanats et autres).

## Société nomade
Il n'y a jamais eu de recensement officiel des nomades en Iran. Au recensement de 1986, les estimations du nombre de nomades totalisaient cependant 1,8 million de personnes. La population organisée de manière tribale, qu'elle soit sédentaire ou nomade, pourrait atteindre deux fois ce chiffre. Les tribus nomades sont concentrées dans les monts Zagros, et des groupes plus petits se trouvent aussi dans le nord-est et le sud-est de l'Iran.
Les populations nomades pratiquent la transhumance, et migrent au printemps et à l'automne. Chaque tribu possède des territoires fixes qu'elle utilise en tant que pâturage d'hiver et d'été, ainsi qu'une route de transhumance qu'elle utilise entre les deux zones, qui peuvent être séparées de plus de 300 kilomètres. Les migrations semi-annuelles, nécessitant le déplacement des familles, des troupeaux et des habitations peuvent prendre plus de deux mois.
Les mouvements des tribus ont l'air d'être une adaptation à l'écologie des Zagros. En été, quand les vallées basses n'ont pas assez d'eau, les tribus montent à l'estive. Quand la neige commence à tomber et couvre les pâturages des hautes vallées, les tribus migrent dans les vallées basses qui restent vertes. Traditionnellement, les tribus nomades élèvent des grands troupeaux de moutons et de chèvres, qui ont fourni la principale source de viande rouge à l'Iran. Pendant les migrations, les tribus échangent les animaux vivants, la laine, les produits laitiers et différents textiles noués ou tissés avec les habitants des villes ou villages qu'ils rencontrent contre des produits manufacturés qu'ils sont incapables de produire. L'interdépendance économique entre les populations nomades et sédentaires en Iran a été une caractéristique importante de la société pendant plusieurs siècles.
Pendant la période Qajar (1795-1925), quand le gouvernement central était particulièrement faible, les tribus nomades formaient des confédérations qui ont acquis beaucoup de pouvoir et d'influence. Dans de nombreuses zones, ces tribus étaient presque autonomes et négociaient avec l'exécutif local ou national pour les droits sur les terres. Les plus grandes confédérations, comme les Bakhtiaris ou les Qashqaïs sont dirigées par un ilkhan. Les tribus composant une confédération sont dirigées par un khan, beg, shaykh, ou sardar. Les sous-tribus, généralement composées de plusieurs clans, sont menées par un kalantar. Le clan est mené par un kadkhoda.
Reza Shah a commencé à agir contre les tribus avec la nouvelle armée nationale qu'il a créée alors qu'il était ministre de la guerre puis premier ministre (1921-25). Après être devenu Shah, sa politique tribale avait deux objectifs : briser l'autorité et le pouvoir des dirigeants des grandes confédérations tribales (qu'il percevait comme une menace à son pouvoir centralisateur), et rallier les dirigeants politiques urbains, qui avaient toujours eu du ressentiment contre les tribus. En plus des manœuvres militaires contre les tribus, Reza Shah a aussi utilisé des techniques économiques et administratives (confiscation de propriétés tribales, prise en otage des fils de chefs). Certains ont même été obligés de se sédentariser. Cette politique de sédentarisation a fait baisser le cheptel iranien dans les années 1930. Quand Reza Shah a été obligé d'abdiquer en 1941, de nombreuses tribus sont retournées à leur style de vie nomade.
Mohammad Reza Shah a continué la politique d'affaiblissement du pouvoir politique des tribus nomades, mais les efforts faits pour les sédentariser ont été abandonnés. Des chefs tribaux ont été exilés et l'armée reçut un pouvoir plus grand pour réguler les migrations tribales. Les pâturages tribaux ont même été nationalisés dans le cadre de la révolution blanche. De plus, des programmes de formation, de santé et autres ont été mis en place afin d'encourager les nomades à se sédentariser volontairement.
Après la révolution iranienne, plusieurs chefs tribaux ont essayé de revitaliser leurs tribus en tant que forces économiques et politiques majeurs. Le déclin des populations nomades, les changements des habitudes des jeunes et l'attitude hostile du gouvernement central ont empêché ce développement.
Dans les années 1980, il semble que les tribus nomades ne forment plus une force politique en Iran. De plus, les chefs des tribus, traditionnellement issus de vieilles familles, sont maintenant des personnes qui ne sont pas issues de l'élite de la population tribale, qui tendent à se considérer plus comme une minorité ethnique et ne partagent pas les vues de la vieille élite.

## Sources et bibliographie
- Encyclopaedia Iranica
- Benjamin Smith, « « Collective Action With and Without Islam: Mobilizing the Bazaar in Iran »(Archive.org • Wikiwix • Archive.is • Google • Que faire ?) » in Quintan Wiktorowicz ed. Islamic Activism: A Social Movement Theory Approach, Indianapolis: Indiana University Press, 2003.

 Cet article contient des extraits des Country studies de la Bibliothèque du Congrès américain dont le contenu se trouve dans le domaine public. Il est possible de supprimer cette indication si le texte reflète le savoir actuel sur ce thème, si les sources sont citées, s'il satisfait aux exigences linguistiques actuelles et s'il ne contient pas de propos qui vont à l'encontre des règles de neutralité de Wikipédia.